# Christina Daletska
Christina Daletska (ukrainisch Христина Далецька Chrystyna Dalezka, * 6. Dezember 1984 in Lwiw, Ukrainische SSR) ist eine ukrainische Opern- und Konzertsängerin (Mezzosopran). Daletskas Stimmumfang beträgt über 3 Oktaven und ihr Repertoire erstreckt sich über fünf Jahrhunderte.

## Leben
Christina Daletska wuchs in Lwiw auf und fing im Alter von vier Jahren bei ihrer Mutter Oksana Trunko (Geigerin, Lehrerin und Leiterin des Streicher-Ensembles Lemberg) Geige zu spielen. Schon vor ihrem 18. Geburtstag spielte sie Violinkonzerte von Mendelssohn, Beethoven und Tschaikowski mit dem Städtischen Orchester Lwiw und sammelte als Geigerin und Bratschistin verschiedener Orchester internationale Erfahrungen.
Seit 2003 lebt Daletska in der Schweiz und nahm dort seit 2006 bei Ruth Rohner in Zürich Gesangsunterricht. Sie besuchte Meisterklassen von Michael Schade, Thomas Quasthoff und Christa Ludwig.
Im Alter von 23 Jahren gab sie ihr Bühnendebüt als Rosina in Il Barbiere di Siviglia am Teatro Real Madrid. Ein Jahr später sang sie zum ersten Mal bei den Salzburger Festspielen.
Ihr musikalisches Können beweist sie auch im Repertoire des späten 20. und 21. Jhdt., in mehreren Uraufführungen der u. a. für sie geschriebener Werke.
2009 debütierte Daletska bei den Salzburger Festspielen in Berios Folk Songs und war in Beethovens Missa solemnis mit dem Tonhalle-Orchester Zürich zu hören. Weitere Engagements führten sie als Zerlina (Don Giovanni), Mascha in Schostakowitschs Moskau Tscherjomuschki und als Flora (La Traviata) an die Opéra de Lyon. 2010 sang sie an der Oper Graz den Cherubino in Le nozze di Figaro und debütierte beim Festspielhaus Baden-Baden als Mercédès in Carmen. Ebenfalls trat sie in Otello unter Daniel Harding in Paris, Luxemburg, Dortmund und Baden-Baden auf. Unter Thomas Hengelbrock gab Daletska in 2011 ihr Rollendebüt als Idamante (Idomeneo) im Barbican London, Hamburg, München, beim Würzburger Mozartfest und wiederum im Festspielhaus Baden-Baden. Im Jahre darauf spielte sie Annio La clemenza di Tito mit der Kammerphilharmonie Bremen und Louis Langrée in Paris, London, Bremen und Dortmund. An der Zürcher Oper war sie als Rosina, Cherubino, Lucilla (La scala di Seta) und Johnny (Last Call von Michael Pelzel) zu hören, ebenfalls sang sie im filmischen Essay von Antje Schupp „Revue 2020“ (Opernhaus Zürich / Schauspielhaus Zürich). Ihr Operndebüt in Italien gab sie in Venedig als Queen Elisabeth in Giorgio Battistellis Richard III (Regie Robert Carsen).
Daletska sang die Hauptpartie in der Uraufführung von Philippe Manourys Kein Licht (in Zusammenarbeit mit Elfriede Jelinek und Nicolas Stemann) in Paris, Strassburg und Zagreb, sowie Nonos Prometeo mit dem SWR Symphonieorchester in Amsterdam, Paris, Zürich und bei der Ruhrtriennale.
In den letzten Jahren trat sie an der Philharmonie Berlin, Wiener Konzerthaus, Muziekgebouw Amsterdam, Elbphilharmonie Hamburg, Philharmonie Luxembourg, Casa da Música, Opéra Comique, Ruhrtriennale, Palais de Chaillot, Grand Théâtre de Luxembourg, Opéra national du Rhin, Théâtre des Champs-Élysées sowie Teatro La Fenice auf und war in einem Solorezital beim Beethovenfest Bonn zu hören.
Die Künstlerin konzertiert mit renommierten Klangkörpern wie Mahler Chamber Orchestra, Balthasar-Neumann Ensemble, Arditti Quartett, Ensemble intercontemporain, Klangforum Wien, MusikFabrik, Collegium Novum, Ensemble Resonanz, MDR Leipzig, Mozarteumorchester Salzburg, Essener Philharmoniker, Münchener Bach-Chor, Orchestre du Chambre du Lausanne.
Sie arbeitet mit Dirigenten und Komponisten wie Emilio Pomàrico, Philippe Manoury, Georges Aperghis, Pierre Boulez, Heinz Holliger, Teodor Currentzis und Riccardo Muti.
Christina Daletska spricht sieben Sprachen. Sie engagiert sich gegen Sexismus und Lebensmittelverschwendung.
Sie ist Menschenrechtsaktivistin und offizielle Botschafterin von Amnesty International Schweiz und Art for Amnesty.